# Conor Knighton
Conor Knighton, född 1 februari 1981 är en amerikansk skådespelare, TV-programledare och TV-producent. Han producerar och leder infoMania som visas på torsdagskvällar på den amerikanska TV-kanalen Current TV.
Knighton var den första personen som framträdde på Current när det hade premiär den 1 augusti 2005, och har lett ett flertal program och direktsända händelser på nätverket. Han har även framträtt som skådespelare i olika TV-program och serier, såsom Gilmore Girls.
Han växte upp i Charleston, West Virginia, gick på George Washington High School och tog examen på Yale University. 